# 南部バス三戸営業所

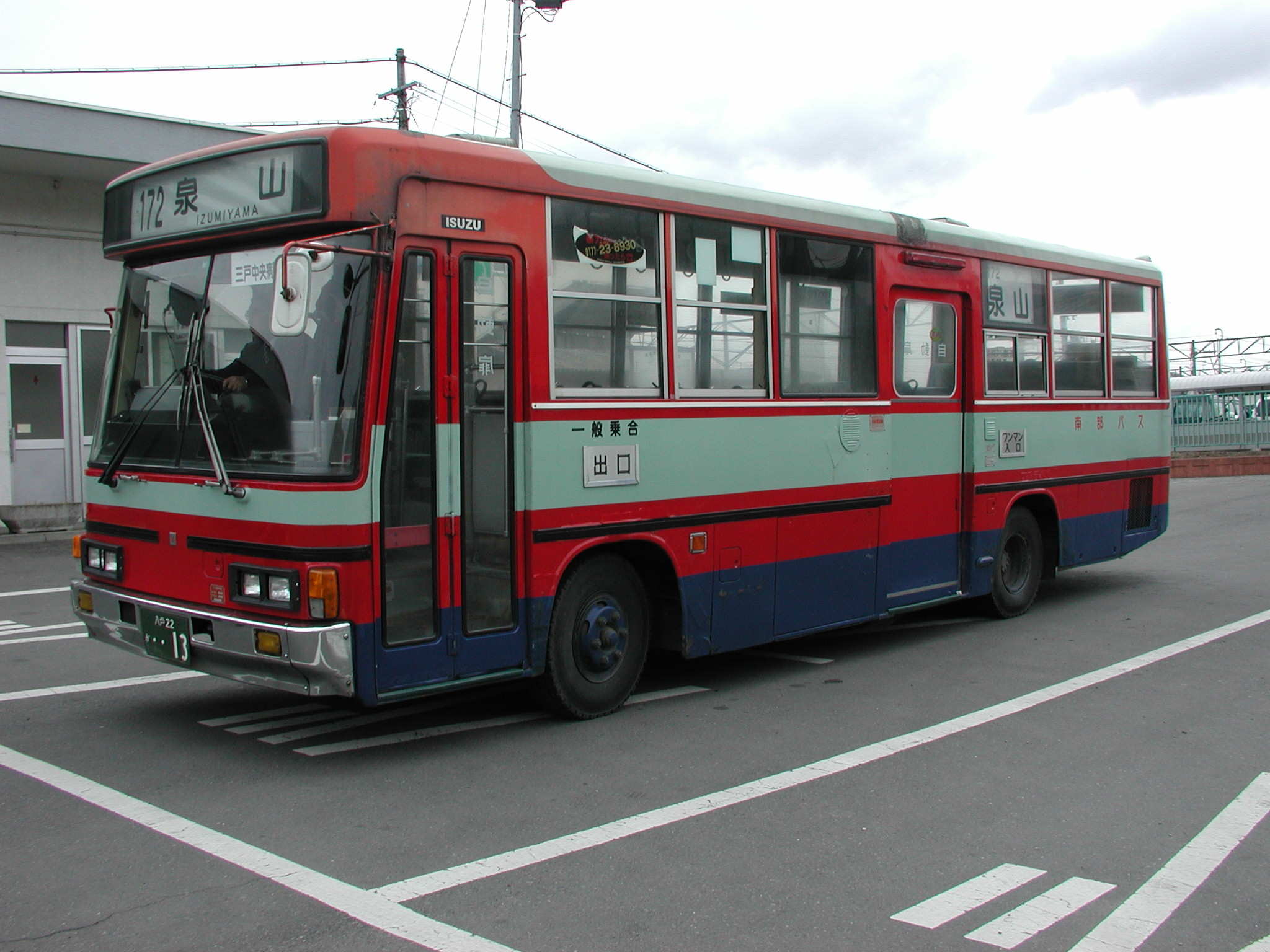
三戸営業所には、2009年9月現在、今なお残存する旧塗色車を1台所属している。（三戸駅にて・2008年4月）

岩手県北自動車（株）南部支社三戸営業所（いわてけんぽくじどうしゃなんぶししゃさんのへえいぎょうしょ）は、青森県三戸郡三戸町にある岩手県北自動車の営業所である。南部バス時代の敷地・建物・設備を引き継いで使用している。

## 所在地
青森県三戸郡三戸町同心町古間木平83-1

## 沿革
- 19xx年 - 三戸営業所を開設。
- 1962年7月15日  - 南部バス三戸営業所を新築。
- 2013年10月1日   - 三戸町内の路線を一般路線から三戸町コミュニティバスへ移管。
- 2017年3月1日 - 岩手県北自動車への事業譲渡に伴い、岩手県北自動車南部支社三戸営業所となる[2]。

## 主な所管路線

### 一般路線バス
（2020年4月1日現在）

※1：「ラピアBT」＝八戸ラピアバスターミナル

※2:運行経路上の「矢印」表記は片方向のみの運行

※3:運行経路上の「<>」で囲んだ停留所は一部便のみ乗り入れ
なお行き先表示では特記のない場合を除き、主要発着地の行き先表示は以下の通りにて表記される。
- 三戸営業所行：「[170] 三戸営業所」
- 三戸駅行：「[180] 三戸駅」

#### 八戸駅線
※：八戸市営バスとの共同運行。
共管先である南部バス八戸営業所を参照のこと。

#### 一日市線
共管先である南部バス八戸営業所を参照のこと。

#### 八戸 - 三戸線(三八線)
南部バス八戸営業所と共管
- [P8] 八戸（ラピア）（同系統共通）
- [183] 諏訪ノ平（三戸駅前経由）
- [T170] 上名久井 三戸
  - ラピアBT - 栄町 - 八戸中心街ターミナル - 司法センター前 - 八幡 - 南部町役場前 - 剣吉駅前 - 名農高前/医療健康センター - 上名久井 - 諏訪ノ平 - 三戸駅前角 - 三戸営業所

全区間、八戸圏域定住自立圏路線バス上限運賃化実証実験対象路線。
八戸市内から南部町を経由して三戸町との間を結ぶ、同社の主要路線の一つ。
なお、八戸市地域公共交通会議による「市地域公共交通連携計画」の策定に基づき、2010年4月1日以降、八戸市中心街乗り入れ路線にて「方面別ナンバリング記号」を導入している。このため、八戸 - 三戸線に対して、アルファベットナンバリングが割り当てられた。
地域間幹線系統として国・青森県の補助を受ける。

#### 田子線
- [T190] 田子（八戸発、上名久井・南部分庁舎前・三戸駅前経由。但し三戸中央病院は経由しない。）
- [190] 田子
  - 三戸駅前 - 三戸中央病院[8] - 三戸営業所 - 斗内 - サンモールたっこ - 田子

- [P8] ラピア
- [181] 南部分庁舎前

全区間、八戸圏域定住自立圏路線バス上限運賃化実証実験対象路線。また、本路線では八戸市内方面からの乗り継ぎを支援する目的に、「田子・八戸乗継乗車券」（大人800円）を3,000枚限定で発売する（通用期間：2011年10月1日 - 2012年2月29日）。なお、乗継指定停留所は「駅前角 - 三戸営業所」間に限られる。
八戸 - 三戸間は名久井経由での運行となり、直通便に限り上限運賃520円が適用される。
南部町の三戸駅から田子町との間を結ぶ路線で、かつては八戸からも直通していた。2012年4月1日のダイヤ改正で、一部便を南部分庁舎前まで延長した。サンモール田子にて田子町コミュニティバス（南部バス廃止代替路線）に接続し、乗換が可能である。地域間幹線系統として国の補助を受ける。2020年4月のダイヤ改正で八戸直通便が復活した。

### 三戸町コミュニティバスに移管された路線
- 下記は一般路線時代の情報

#### 三戸小学校・泉山線
- [171] 三戸小学校
- [172] 泉山
  - 三戸駅 - <三戸中央病院 - >桐萩 - 三戸小学校前 - 泉山
「三戸駅発三戸小学校・泉山線」系統は、八戸圏域定住自立圏路線バス上限運賃化実証実験[3][4]。
  - 三戸営業所→桐萩→三戸小学校前→泉山
「三戸営業所発泉山行」系統は、「八戸圏域定住自立圏路線バス上限運賃化実証実験」対象外路線（従来通り、初乗り140円の対キロ区間制運賃を適用）[3][4]。

#### 杉沢線
※：太字内の区間は自由乗降区間
- [173] 杉沢
  - 三戸営業所（ - 桐萩 - 三戸小学校前(折返し) - 桐萩） - 六日町<三戸町内> - 三戸中央病院(折返し) - 六日町 - 宇籐坂 - 下田 - 貝守 - 杉沢

★：2011年4月1日のダイヤ改正にて、平日通学時間帯の一部便が三戸小学校へ乗り入れ。
「八戸圏域定住自立圏路線バス上限運賃化実証実験」対象外'路線（従来通り、初乗り140円の対キロ区間制運賃を適用）。

#### 蛇沼線
- [174] 蛇沼
  - 三戸営業所 - 六日町 - 三戸中央病院(折返し) - 六日町 - 宇籐坂 - 野沢口 - 蛇沼

★：2011年4月1日のダイヤ改正にて経路変更を実施（門前 - 古町まわりから「宇籐坂 - 野沢口まわり」に変更）。
「八戸圏域定住自立圏路線バス上限運賃化実証実験」対象外路線（従来通り、初乗り140円の対キロ区間制運賃を適用）。

#### 三戸市内線
- [180] 三戸駅
  - 三戸営業所 - 局前 - 三戸中央病院 - 三戸駅

全区間、八戸圏域定住自立圏路線バス上限運賃化実証実験対象路線。

### 自治体からの委託路線
- ながわ里バス（南部町からの委託）
- 南部町多目的バス（南部町からの委託/八戸営業所と共管）
- 田子町コミュニティバス（田子町からの委託）

## 近年廃止された路線
★：2008年4月1日付け

### 田子・上郷線
※：太字は廃止された区間
- [192] 夏坂
  - 三戸駅< - 三戸中央病院> - 三戸営業所 - 斗内 - サンモールたっこ - 田子 - 矢田郎 - 道前 - 夏坂
- [193] 新田
  - 三戸駅< - 三戸中央病院> - 三戸営業所 - 斗内 - サンモールたっこ - 田子 - 矢田郎 - 道前 - 新田

2008年4月からは田子町がコミュニティバスを運行することとなったことから、同年4月1日以降は三戸駅 - 田子・田子高校間のみの運行とすることになった。

### 一戸線
- [195] 一戸駅
- [196] 舌崎
  - 一戸駅 - 二戸駅 - 岩谷橋 - 武内神社前 - 矢沢口 - 金田一温泉駅 - 舌崎

同社唯一の岩手県内のみにおいて運行されていた路線である。かつては三戸駅から県境を越えて運行されていたが、この路線に対する各自治体からの運行に必要な補助金が削減されたことから、2006年4月1日付けで三戸営業所 - 舌崎との間が廃止された（なお出入庫のため、廃止後の同区間については回送のみとなる）。
その後も利用客の減少に歯止めが掛からなかったことや、同区間と競合するJRバス東北や岩手県北バスとほぼ重複していること、更に出入庫回送において走行している青岩橋が老朽化の加速により橋を管理している三戸町と二戸市との間で通行止が検討されていることなどの理由から、2008年3月31日の運行をもって廃止された。現在、JRバス東北や岩手県北バスと路線が重複していない金田一温泉駅 - 舌崎の区間については、2004年から二戸市が廃止代替バスとして運行している二戸市バス「にこにこ号」（秋葉 - 金田一温泉駅 - 舌崎 - 落合、平日のみ運行）が代替運行手段となっている。

## 設備
- 待合室
  - 営業所事務室
  - 定期券窓口

※当営業所始発のバスでは、発車の際にベルが鳴る。

## 過去の所管路線
現在は八戸営業所管内になっているが、以前は福田・バーデハウス線・北高岩駅線も所管していた。